# Adrián García
Adrián  García Sobarzo (Concepción, 25 de mayo de 1978) es un extenista profesional chileno. En 2003 ganó la medalla de plata en dobles junto a Marcelo Ríos en los Juegos Panamericanos de 2003. En los Juegos Panamericanos de Río de Janeiro 2007 ganó medalla de plata en singles y en dobles junto a Jorge Aguilar. Formó parte del equipo que ganó la Copa del Mundo por Equipos en 2004, junto a Fernando González y Nicolás Massú. Su mejor ranking en individuales fue el N.º 103 en 2004.
Ha ganado 3 challengers y ha disputado otras 8 finales. En dobles ha ganado 7 títulos de challenger y ha disputado otras 8 finales.
Ha jugado en Copa Davis representando a Chile donde tiene un registro favorable en singles de 4-3 y en dobles de 2-2.

## Títulos ATP (0)

### Individuales (0)
| Leyenda                |
| Grand Slam (0)         |
| Tennis Masters Cup (0) |
| ATP Masters Series (0) |
| ATP Tour (0)           |

### Clasificación en torneos del Grand Slam y Tennis Masters Cup
| Torneo               | 2006 | 2005 | Títulos |
| -------------------- | ---- | ---- | ------- |
| Abierto de Australia | -    | -    | 0       |
| Roland Garros        | -    | -    | 0       |
| Wimbledon            | -    | 1r   | 0       |
| US Open              | -    | -    | 0       |
| Tennis Masters Cup   | -    | -    | 0       |

### Dobles (0)
| Leyenda                |
| Grand Slam (0)         |
| Tennis Masters Cup (0) |
| ATP Masters Series (0) |
| ATP Tour (0)           |

## Títulos enChallengers(10)

### Individuales (3)
| N.º | Fecha                    | Torneo           | Superficie    | Oponente en la final  | Resultado |
| --- | ------------------------ | ---------------- | ------------- | --------------------- | --------- |
| 1.  | 15 de septiembre de 2003 | Ciudad de México | Dura          | Santiago González     | 7-5 6-3   |
| 2.  | 10 de mayo de 2004       | Zagreb           | Tierra batida | Rubén Ramírez Hidalgo | 6-3 7-5   |
| 3.  | 23 de mayo de 2005       | Ettlingen        | Tierra batida | Marc López            | 6-4 6-4   |

### Finalista en individuales (7)
- 2004: Sao Paulo-1 (pierde ante Juan Mónaco)
- 2004: Bogotá (pierde ante Alejandro Falla)
- 2004: Ciudad de México (pierde ante Florian Mayer)
- 2005: Santiago (pierde ante Tomas Behrend)
- 2005: Poznan (pierde ante Teimuraz Gabashvili)
- 2006: Manerbio (pierde ante Andreas Vinciguerra).
- 2007: Ciudad de México (pierde ante Ramón Delgado).
- 2007: Forest Hills (pierde ante Paul Goldstein).

### Dobles (7)
| N.º | Fecha                  | Torneo        | Superficie    | Pareja           | Oponentes en la final                 | Resultado    |
| --- | ---------------------- | ------------- | ------------- | ---------------- | ------------------------------------- | ------------ |
| 1.  | 4 de diciembre de 2000 | San José      | Dura          | Guillermo Cañas  | Devin Bowen / Brandon Coupe           | 7-6(5) 6-1   |
| 2.  | 22 de julio de 2002    | Budaors       | Tierra batida | Hermes Gamonal   | Robin Vik / Jiri Vanek                | 6-3 6-3      |
| 3.  | 31 de mayo de 2004     | Fürth         | Tierra batida | Janko Tipsarević | Simon Aspelin / Graydon Oliver        | 6-4 6-4      |
| 4.  | 3 de julio de 2006     | Mountaban     | Tierra batida | Pablo Cuevas     | Marc Gicquel / Edouard Roger-Vasselin | 6-3 4-6 10-8 |
| 5.  | 1 de enero de 2007     | São Paulo 1   | Dura          | Pablo Cuevas     | Marcelo Melo / Alexandre Simoni       | 6-4 6-2      |
| 6.  | 14 de abril de 2008    | Florianópolis | Tierra batida | Leonardo Mayer   | Thomaz Bellucci / Bruno Soares        | 6-2 6-0      |
| 7.  | 28 de junio de 2009    | Constanza     | Tierra batida | David Marrero    | Adrian Cruciat / Florin Mergea        | 7-6(5) 6-2   |

### Finalista en dobles (8)
- 2002: Eisenach (junto a Marcos Daniel, pierden ante Edwin Kempes y Martin Verkerk)
- 2004: San Marino (junto a Álex López Morón, pierden ante Massimo Bertolini y Tom Vanhoudt)
- 2004: Turín (junto a Hermes Gamonal, pierden ante Leonardo Azzaro y Giorgio Galimberti)
- 2005: Poznan (junto a Tomas Tenconi, pierden ante Lukasz Kubot y Filip Urban)
- 2005: Quito (junto a Paul Capdeville, pierden ante Hugo Armando y Glenn Weiner)
- 2006: Kranj (junto a Damián Patriarca, pierden ante Toni Baldellou y Héctor Ruiz-Cadenas)
- 2007: Belo Horizonte (junto a Leonardo Mayer, pierden ante Marcel Granollers Pujol y Santiago Ventura)
- 2007: Asunción (junto a Bartolomé Salvá-Vidal, pierden ante Carlos Berlocq y Martín Vassallo Argüello)

## Copa del Mundo por Equipos (1)
2004, Dobles:
- Junto a Nicolás Massú ganan a Álex Corretja y Albert Costa por 4-6 6-2 6-2
- Junto a Nicolás Massú pierden ante Tommy Haas y Alexander Waske por 5-7 2-6
- Junto a Nicolás Massú pierden ante Wayne Arthurs y Paul Hanley por 4-6 4-6

## Evolución del ranking al final del año
- 1996: N.º 1269
- 1997: N.º 670
- 1998: N.º 723
- 1999: N.º 418
- 2000: N.º 253
- 2001: N.º 329
- 2002: N.º 420
- 2003: N.º 297
- 2004: N.º 103
- 2005: N.º 142
- 2006: N.º 222
- 2007: N.º 181
- 2008: N.º 410
- 2009: N.º 582
- 2010: N.º 420
- 2011: N.º 1468